# Giuseppe Cimicchi
Giuseppe Cimicchi (Castel Viscardo, 22 marzo 1913 – Orvieto, 15 ottobre 1992) è stato un militare e aviatore italiano.
Pilota di aerosiluranti e bombardieri durante la seconda guerra mondiale, venne decorato con la medaglia d'oro al valor militare.

## Biografia
Nato a Castel Viscardo (Terni) il 22 marzo 1913, si diplomò in educazione fisica, entrando poi nella Regia Aeronautica diventando nel 1935 sottotenente pilota di complemento. Partito volontario per l'Africa Orientale Italiana, fu poi nominato ufficiale in servizio permanente effettivo.

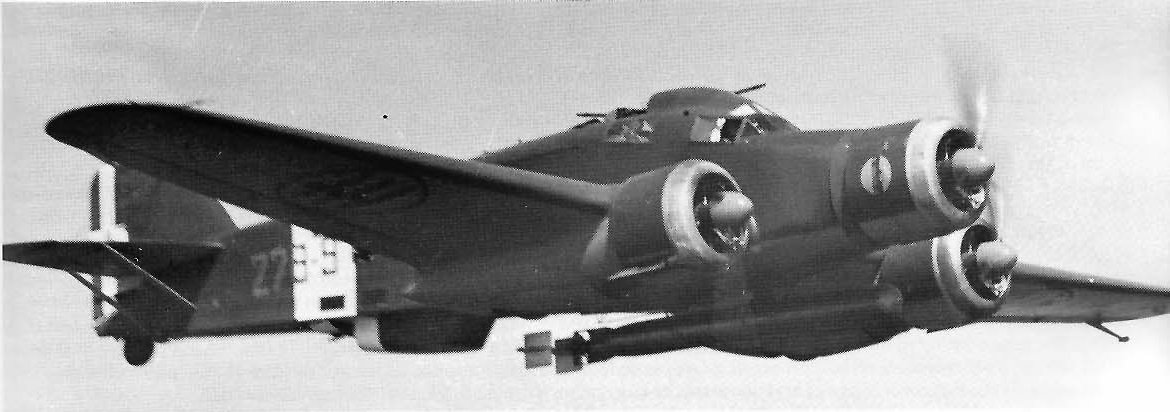
Un SM.79 aerosilurante in volo.

Durante la seconda guerra mondiale fu dapprima pilota di bombardieri Savoia Marchetti S.M.79, inquadrato nella 50ª Squadriglia del 32º Stormo Bombardamento Terrestre, meritandosi una croce di guerra al valor militare e una prima medaglia di bronzo al valor militare, per poi frequentare il corso di aerosiluratore presso l'aeroporto di Napoli-Capodichino, dopo il quale venne scelto per essere uno dei piloti che dovevano formare la 281ª Squadriglia Autonoma Aerosiluranti inviata a Rodi, al comando di Carlo Emanuele Buscaglia. Da allora prese parte a numerose missioni contro il naviglio nemico, effettuando più di venti siluramenti e guadagnandosi un avanzamento per meriti di guerra, quattro medaglie d'argento al valor militare e altre due di bronzo. Fu al comando della 281ª e della 283ª Squadriglia Aerosiluranti.
Dopo l'armistizio non prese parte alla guerra di liberazione italiana come pilota, ma come ufficiale del Battaglione Arditi "Duca d'Aosta", erede del Battaglione Arditi distruttori della Regia Aeronautica, sotto il comando del maggiore Angelo Mastragostino, di cui divenne il vice comandante.
Dopo la guerra frequentò vari corsi alla Scuola di guerra aerea di Firenze, diventando quindi ufficiale superiore e ricoprendo diversi incarichi, tra cui quello di comandante del 302º Gruppo. Quale riconoscimento per l'eroica attività svolta durante la guerra fu decorato anche della medaglia d'oro al valor militare.
Coniugato con Francesca Aymerich, venne collocato a riposo nel 1973 come generale di brigata e morì ad Orvieto, frazione Bardano, il 15 ottobre 1992. Gli sono state dedicate una via a Porano, una piazza a Orvieto e una a Castel Viscardo.

## Onorificenze
Dati tratti da "Aquile sul Mediterraneo".